# Evernia prunastri
Evernia prunastri, también conocido como musgo arbóreo y musgo del roble, es un liquen fruticuloso. Se encuentra en los bosques templados de las montañas del hemisferio norte, incluyendo Francia, Portugal, España, Norteamérica y la mayor parte de Europa Central. El musgo del roble crece principalmente en el tronco y las ramas del roble pero también se encuentra con frecuencia en la corteza de otros árboles de hoja caduca y coníferas como el abeto y el pino.
Crece sobre la corteza formando grandes aglomeraciones. El tallo es corto, plano, frondoso y muy ramificado; se asemeja a la forma de un asta de ciervo. El color varía entre el verde o el blanco verdoso cuando está seco y el verde oliva o verde amarillento cuando está húmedo. La textura es áspera cuando está seco y gomosa cuando está húmedo. Se utiliza ampliamente en perfumería, siendo cosechado comercialmente en países del centro y sur de Europa y habitualmente exportado a la región francesa de Grasse en donde se obtienen los compuestos olorosos como extractos y esencias de musgo del roble. 
Estos materiales puros se usan con frecuencia como fijadores y forman las notas base de muchas fragancias. Son también componentes clave en perfumes de las clases Fougère y chipre. El liquen tiene un olor complejo y distinto que puede describirse como leñoso, intenso y ligeramente dulce.  El musgo del roble que crece sobre pinos tiene un pronunciado olor a trementina muy valioso en ciertas composiciones de perfumería.

## Información sanitaria y de seguridad
Las personas con sensibilidad dérmica demostrada deben evitar el contacto con el musgo del roble.

## Galería

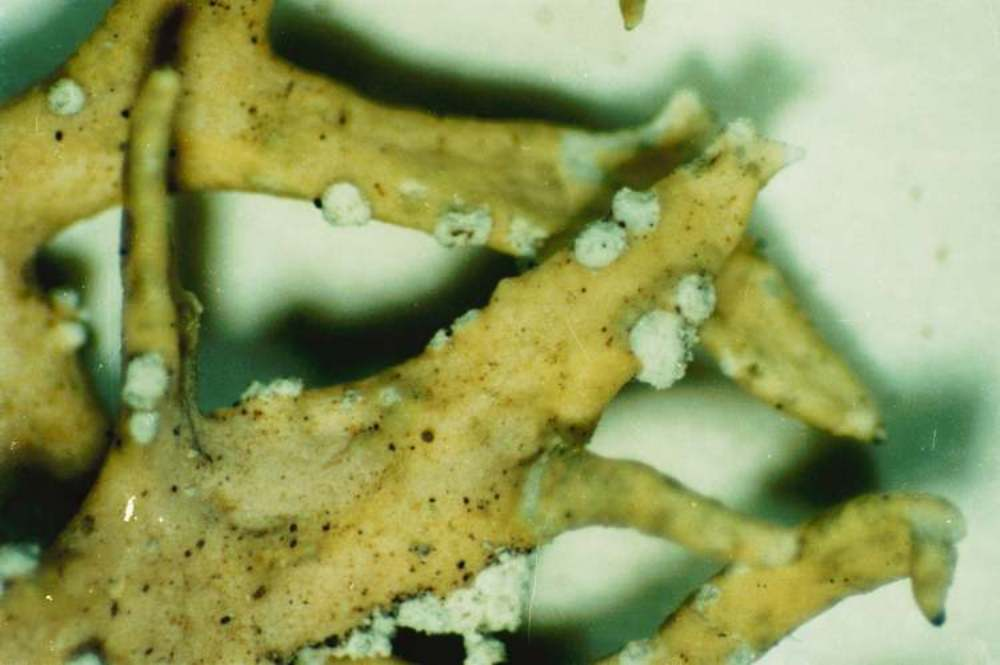
Foto de primer plano que muestra ramificaciones con soredios.